# Jeux asiatiques d'hiver de 2025
Navigation
Sapporo–Obihiro 2017 Trojena 2029
Les Jeux asiatiques d'hiver de 2025 constituent la neuvième édition des Jeux asiatiques d'hiver, organisée en février 2025 à Harbin, dans le Heilongjiang en Chine.

## Sports au programme
En octobre 2023, le Conseil olympique d'Asie a annoncé le programme complet des sports : 64 épreuves réparties dans 11 disciplines de sports d'hiver. Le ski-alpinisme est organisé pour la première fois alors que le saut à ski a été abandonnée.
| - Biathlon (4) - Ski de fond (9) - Ski alpin (2) - Ski acrobatique (11) - Snowboard (6) | - Curling (3) - Hockey sur glace (2) - Patinage artistique (4) - Patinage de vitesse (11) - Patinage de vitesse sur piste courte (9) | - Ski-alpinisme (3) |

## Nations participantes
Le Bhoutan, le Cambodge et l'Arabie saoudite font notamment leurs débuts aux Jeux d’hiver.
- Afghanistan (3)
- Bahreïn (18)
- Bhoutan (1)
- Cambodge (4)
- Chine (170)
- Hong Kong (73)
- Inde (59)
- Indonésie (6)
- Iran (14)
- Japon (151)
- Jordanie (1)
- Kazakhstan (138)
- Koweït (27)
- Kirghizistan (40)
- Liban (16)
- Macao (21)
- Malaisie (8)
- Mongolie (35)
- Népal (4)
- Corée du Nord (3)
- Pakistan (2)
- Philippines (19)
- Qatar (15)
- Arabie saoudite (8)
- Singapour (23)
- Corée du Sud (149)
- Sri Lanka (4)
- Taipei chinois (67)
- Tadjikistan (4)
- Thaïlande (85)
- Turkménistan (25)
- Émirats arabes unis (7)
- Ouzbékistan (23)
- Vietnam (1)

## Résultats

### Biathlon
| Épreuves | Or                                                                              | Or        | Argent                                                                           | Argent    | Bronze                                                                                | Bronze    |
| Hommes   | Hommes                                                                          | Hommes    | Hommes                                                                           | Hommes    | Hommes                                                                                | Hommes    |
| -------- | ------------------------------------------------------------------------------- | --------- | -------------------------------------------------------------------------------- | --------- | ------------------------------------------------------------------------------------- | --------- |
| Sprint   | Vladislav Kireyev (KAZ)                                                         | 29:47.4   | Vadim Kurales (KAZ)                                                              | 30:13.1   | Gu Cang (CHN)                                                                         | 30:17.1   |
| Relais   | Japon- Kiyomasa Ojima - Mikito Tachizaki - Masaharu Yamamoto - Tsukasa Kobonoki | 1:24:20.3 | Kazakhstan- Alexandr Mukhin - Asset Dyussenov - Kirill Bauer - Vladislav Kireyev | 1:25:18.7 | Chine- Hu Weiyao - Wu Hantu - Yan Xingyuan - Gu Cang                                  | 1:25:32.7 |
| Femmes   |                                                                                 |           |                                                                                  |           |                                                                                       |           |
| Sprint   | Ekaterina Avvakumova (KOR)                                                      | 22:45.4   | Meng Fanqi (CHN)                                                                 | 22:47.8   | Tang Jialin (CHN)                                                                     | 23:01.0   |
| Relais   | Chine- Tang Jialin - Wen Ying - Chu Yuanmeng - Meng Fanqi                       | 1:29:06.3 | Corée du Sud- Ko Eun-jung - Ekaterina Avvakumova - Abe Mariya - Jung Ju-mi       | 1:29:27.3 | Kazakhstan- Olga Poltoranina - Darya Klimina - Arina Kryukova - Yelizaveta Beletskaya | 1:30:01.9 |

### Curling
| Épreuves     | Or                                                                                            | Argent                                                                                | Bronze                                                                       |
| ------------ | --------------------------------------------------------------------------------------------- | ------------------------------------------------------------------------------------- | ---------------------------------------------------------------------------- |
| Hommes       | Philippines - Marc Pfister - Christian Haller - Enrico Pfister - Alan Frei - Benjo Delarmente | Corée du Sud - Lee Jae-beom - Kim Hyo-jun - Pyo Jeong-min - Kim Eun-bin - Kim Jin-hun | Chine - Xu Xiaoming - Fei Xueqing - Wang Zhiyu - Li Zhichao - Ye Jianjun     |
| Femmes       | Corée du Sud - Gim Eun-ji - Kim Min-ji - Kim Su-ji - Seol Ye-eun - Seol Ye-ji                 | Chine - Wang Rui - Han Yu - Dong Ziqi - Jiang Jiayi - Su Tingyu                       | Japon - Yuina Miura - Suzune Yasui - Yuna Sakuma - Ai Matsunaga - Hana Ikeda |
| Double mixte | Japon - Tori Koana - Go Aoki                                                                  | Corée du Sud - Kim Kyeong-ae - Seong Ji-hoon                                          | Chine - Han Yu - Wang Zhiyu                                                  |

### Hockey sur glace
| Épreuves         | Or         | Argent     | Bronze       |
| ---------------- | ---------- | ---------- | ------------ |
| Tournoi masculin | Kazakhstan | Japon      | Corée du Sud |
| Tournoi féminin  | Japon      | Kazakhstan | Chine        |

### Patinage artistique
| Épreuves          | Or                                                 | Or     | Argent                                     | Argent | Bronze                                    | Bronze |
| ----------------- | -------------------------------------------------- | ------ | ------------------------------------------ | ------ | ----------------------------------------- | ------ |
| Individuel Hommes | Cha Jun-hwan (KOR)                                 | 281.69 | Yuma Kagiyama (JPN)                        | 272.76 | Mikhail Shaidorov (KAZ)                   | 246.01 |
| Individuel Femmes | Kim Chae-yeon (KOR)                                | 219.44 | Kaori Sakamoto (JPN)                       | 211.90 | Hana Yoshida (JPN)                        | 205.20 |
| Couple            | Ouzbékistan - Ekaterina Geynish - Dmitrii Chigirev | 176.43 | Corée du Nord - Ryom Tae-ok - Han Kum-chol | 168.88 | Japon - Yuna Nagaoka - Sumitada Moriguchi | 168.35 |
| Danse sur glace   | Japon - Utana Yoshida - Masaya Morita              | 173.31 | Chine - Ren Junfei - Xing Jianing          | 171.25 | Japon - Azusa Tanaka - Shingo Nishiyama   | 163.71 |

### Patinage de vitesse
| Épreuves             | Or                                                    | Or      | Argent                                                        | Argent  | Bronze                                                              | Bronze  |
| Hommes               | Hommes                                                | Hommes  | Hommes                                                        | Hommes  | Hommes                                                              | Hommes  |
| -------------------- | ----------------------------------------------------- | ------- | ------------------------------------------------------------- | ------- | ------------------------------------------------------------------- | ------- |
| 100 m                | Gao Tingyu (CHN)                                      | 9.35    | Yevgeniy Koshkin (KAZ)                                        | 9.47    | Kim Jun-ho (KOR)                                                    | 9.62    |
| 500 m                | Gao Tingyu (CHN)                                      | 34.95   | Wataru Morishige (JPN)                                        | 34.97   | Kim Jun-ho (KOR)                                                    | 35.03   |
| 1000 m               | Ning Zhongyan (CHN)                                   | 1:08.81 | Cha Min-kyu (KOR)                                             | 1:09.63 | Lian Ziwen (CHN)                                                    | 1:09.68 |
| 1500 m               | Ning Zhongyan (CHN)                                   | 1:45.85 | Kazuya Yamada (JPN)                                           | 1:47.55 | Ryota Kojima (JPN)                                                  | 1:48.47 |
| 5000 m               | Wu Yu (CHN)                                           | 6:27.82 | Liu Hanbin (CHN)                                              | 6:29.93 | Hanahati Muhamaiti (CHN)                                            | 6:31.54 |
| Poursuite par équipe | Chine - Hanahati Muhamaiti - Liu Hanbin - Wu Yu       | 3:45.94 | Corée du Sud - Chung Jae-won - Lee Seung-hoon - Park Sang-eon | 3:47.99 | Japon - Motonaga Arito - Kotaro Kasahara - Taiyo Morino             | 3:52.93 |
| Sprint par équipe    | Chine - Gao Tingyu - Lian Ziwen - Ning Zhongyan       | 1:19.22 | Corée du Sud - Cha Min-kyu - Cho Sang-hyeok - Kim Jun-ho      | 1:20.48 | Japon - Katsuhiro Kuratsubo - Wataru Morishige - Kazuya Yamada      | 1:20.72 |
| Femmes               |                                                       |         |                                                               |         |                                                                     |         |
| 100 m                | Lee Na-hyun (KOR)                                     | 10.501  | Kim Min-sun (KOR)                                             | 10.505  | Chen Ying-chu (TPE)                                                 | 10.51   |
| 500 m                | Kim Min-sun (KOR)                                     | 38.24   | Lee Na-hyun (KOR)                                             | 38.33   | Tian Ruining (CHN)                                                  | 38.57   |
| 1000 m               | Han Mei (CHN)                                         | 1:15.85 | Yin Qi (CHN)                                                  | 1:16.08 | Lee Na-hyun (KOR)                                                   | 1:16.39 |
| 1500 m               | Han Mei (CHN)                                         | 1:57.58 | Yang Binyu (CHN)                                              | 1:58.06 | Yin Qi (CHN)                                                        | 1:58.09 |
| 3000 m               | Yang Binyu (CHN)                                      | 4:08.54 | Han Mei (CHN)                                                 | 4:09.06 | Tai Zhien (CHN)                                                     | 4:12.01 |
| Poursuite par équipe | Chine - Ahenaer Adake - Han Mei - Yang Binyu          | 3:02.75 | Japon - Rin Kosaka - Yuna Onodera - Yuka Takahashi            | 3:05.52 | Corée du Sud - Jeong Yu-na - Kim Yoon-ji - Park Ji-woo              | 3:10.47 |
| Sprint par équipe    | Corée du Sud - Kim Min-ji - Kim Min-sun - Lee Na-hyun | 1:28.62 | Chine - Han Mei - Tian Ruining - Yu Shihui                    | 1:28.85 | Kazakhstan - Nadezhda Morozova - Kristina Silaeva - Darya Vazhenina | 1:30.12 |

### Patinage de vitesse sur piste courte
| Épreuves      | Or | Or       | Argent | Argent   | Bronze | Bronze   |
| Hommes        | Hommes | Hommes   | Hommes | Hommes   | Hommes | Hommes   |
| ------------- | --- | -------- | --- | -------- | --- | -------- |
| 500 m         | Lin Xiaojun (CHN) | 41.150   | Park Ji-won (KOR) | 41.398   | Jang Sung-woo (KOR) | 41.442   |
| 1000 m        | Jang Sung-woo (KOR) | 1:28.304 | Park Ji-won (KOR) | 1:28.829 | Liu Shaoang (CHN) | 1:28.905 |
| 1500 m        | Park Ji-won (KOR) | 2:16.927 | Lin Xiaojun (CHN) | 2:16.956 | Jang Sung-woo (KOR) | 2:17.057 |
| Relais 5000 m | Kazakhstan - Adil Galiakhmetov - Gleb Ivchenko - Denis Nikisha - Mersaid Zhaxybayev - Abzal Azhgaliyev - Aibek Nassen             | 6:59.415 | Japon - Tsubasa Furukawa - Shuta Matsuzu - Daito Ochi - Shun Saito - Osuke Irie - Kota Kikuchi                                                          | 7:03.010 | Chine - Lin Xiaojun - Liu Shaoang - Liu Shaolin - Sun Long - Li Wenlong - Zhu Yiding                                                | 7:03.909 |
| Femmes        | |          | |          | |          |
| 500 m         | Choi Min-jeong (KOR) | 43.016   | Kim Gil-li (KOR) | 43.105   | Lee So-yeon (KOR) | 43.203   |
| 1000 m        | Choi Min-jeong (KOR) | 1:29.637 | Kim Gil-li (KOR) | 1:29.739 | Zhang Chutong (CHN) | 1:29.836 |
| 1500 m        | Kim Gil-li (KOR) | 2:23.781 | Gong Li (CHN) | 2:23.884 | Zang Yize (CHN) | 2:23.965 |
| Relais 3000 m | Chine - Fan Kexin - Gong Li - Wang Xinran - Zhang Chutong - Yang Jingru - Zang Yize                                               | 4:11.371 | Kazakhstan - Alina Azhgaliyeva - Yana Khan - Olga Tikhonova - Malika Yermek - Zeinep Kumarkan - Madina Zhanbussinova                                    | 4:13.498 | Japon - Riho Inuzuka - Yuki Ishikawa - Haruna Nagamori - Rina Shimada - Miyu Miyashita - Kurumi Shimane                             | 4:13.578 |
| Mixte         | |          | |          | |          |
| Relais 2000 m | Corée du Sud - Choi Min-jeong - Kim Gil-li - Kim Tae-sung - Park Ji-won - Jang Sung-woo - Kim Gun-woo - Noh Do-hee - Shim Suk-hee | 2:41.534 | Kazakhstan - Adil Galiakhmetov - Yana Khan - Denis Nikisha - Malika Yermek - Abzal Azhgaliyev - Alina Azhgaliyeva - Olga Tikhonova - Mersaid Zhaxybayev | 2:42.258 | Japon - Tsubasa Furukawa - Riho Inuzuka - Shun Saito - Rina Shimada - Yuki Ishikawa - Kota Kikuchi - Shuta Matsuzu - Miyu Miyashita | 2:44.058 |

### Ski acrobatique
| Épreuves         | Or                                               | Or     | Argent                                                             | Argent | Bronze                                                 | Bronze |
| Hommes           | Hommes                                           | Hommes | Hommes                                                             | Hommes | Hommes                                                 | Hommes |
| ---------------- | ------------------------------------------------ | ------ | ------------------------------------------------------------------ | ------ | ------------------------------------------------------ | ------ |
| Saut             | Li Xinpeng (CHN)                                 | 123.45 | Yang Longxiao (CHN)                                                | 122.13 | Qi Guangpu (CHN)                                       | 119.47 |
| Saut synchronisé | Kazakhstan - Roman Ivanov - Sherzod Khashirbayev | 97.92  | Chine - Geng Hu - Yang Yuheng                                      | 93.48  | Chine - Li Xinpeng - Qi Guangpu                        | 91.57  |
| Big air          | Rai Kasamura (JPN)                               | 183.50 | Yoon Jong-hyun (KOR)                                               | 169.50 | Shin Yeong-seop (KOR)                                  | 165.25 |
| Halfpipe         | Lee Seung-hun (KOR)                              | 97.50  | Sheng Haipeng (CHN)                                                | 90.50  | Moon Hee-sung (KOR)                                    | 88.50  |
| Slopestyle       | Rai Kasamura (JPN)                               | 93.25  | Ruka Ito (JPN)                                                     | 88.50  | Paul Vieuxtemps (THA)                                  | 85.25  |
| Femmes           |                                                  |        |                                                                    |        |                                                        |        |
| Saut             | Xu Mengtao (CHN)                                 | 90.94  | Chen Xuezheng (CHN)                                                | 81.58  | Ayana Zholdas (KAZ)                                    | 76.54  |
| Saut synchronisé | Chine - Feng Junxi - Wang Xue                    | 87.12  | Chine - Chen Meiting - Xu Mengtao                                  | 84.86  | Kazakhstan - Ardana Makhanova - Ayana Zholdas          | 59.16  |
| Big air          | Liu Mengting (CHN)                               | 175.50 | Han Linshan (CHN)                                                  | 162.75 | Yang Ruyi (CHN)                                        | 159.50 |
| Halfpipe         | Li Fanghui (CHN)                                 | 95.25  | Zhang Kexin (CHN)                                                  | 89.25  | Jang Yu-jin (KOR)                                      | 85.00  |
| Slopestyle       | Liu Mengting (CHN)                               | 94.00  | Yang Ruyi (CHN)                                                    | 90.50  | Han Linshan (CHN)                                      | 87.00  |
| Mixte            |                                                  |        |                                                                    |        |                                                        |        |
| Saut par équipe  | Chine- Xu Mengtao - Li Xinpeng - Qi Guangpu      | 305.64 | Kazakhstan- Ayana Zholdas - Sherzod Khashirbayev - Assylkhan Assan | 235.39 | Japon- Runa Igarashi - Yuta Nakagawa - Haruto Igarashi | 191.28 |

### Ski alpin
| Épreuves | Or                    | Or      | Argent               | Argent  | Bronze              | Bronze  |
| Hommes   | Hommes                | Hommes  | Hommes               | Hommes  | Hommes              | Hommes  |
| -------- | --------------------- | ------- | -------------------- | ------- | ------------------- | ------- |
| Slalom   | Takayuki Koyama (JPN) | 1:28.12 | Jung Dong-hyun (KOR) | 1:29.09 | Neo Kamada (JPN)    | 1:29.25 |
| Femmes   |                       |         |                      |         |                     |         |
| Slalom   | Chisaki Maeda (JPN)   | 1:33.50 | Gim So-hui (KOR)     | 1:34.06 | Eren Watanabe (JPN) | 1:34.92 |

### Ski alpinisme
| Épreuves | Or                             | Or       | Argent                         | Argent   | Bronze                               | Bronze   |
| Hommes   | Hommes                         | Hommes   | Hommes                         | Hommes   | Hommes                               | Hommes   |
| -------- | ------------------------------ | -------- | ------------------------------ | -------- | ------------------------------------ | -------- |
| Sprint   | Bu Luer (CHN)                  | 2:22.29  | Zhang Chenghao (CHN)           | 2:22.91  | Bi Yuxin (CHN)                       | 2:25.65  |
| Femmes   |                                |          |                                |          |                                      |          |
| Sprint   | Cidan Yuzhen (CHN)             | 2:55.88  | Yu Jingxuan (CHN)              | 2:59.84  | Suolang Quzhen (CHN)                 | 3:01.78  |
| Mixte    |                                |          |                                |          |                                      |          |
| Relais   | Chine - Bu Luer - Cidan Yuzhen | 27:48.67 | Chine - Bi Yuxin - Yu Jingxuan | 28:20.96 | Chine - Liu Jianbin - Suolang Quzhen | 29:27.67 |

### Ski de fond
| Épreuves          | Or                                                                   | Or        | Argent                                                                                      | Argent    | Bronze                                                                               | Bronze    |
| Hommes            | Hommes                                                               | Hommes    | Hommes                                                                                      | Hommes    | Hommes                                                                               | Hommes    |
| ----------------- | -------------------------------------------------------------------- | --------- | ------------------------------------------------------------------------------------------- | --------- | ------------------------------------------------------------------------------------ | --------- |
| 10 km libre       | Haruki Yamashita (JPN)                                               | 21:06.5   | Takatsugu Uda (JPN)                                                                         | 21:16.5   | Olzhas Klimin (KAZ)                                                                  | 21:20.3   |
| Relais 4 × 7.5 km | Chine- Li Minglin - Ciren Zhandui - Bao Lin - Wang Qiang             | 1:12:09.6 | Japon- Shota Moriguchi - Takatsugu Uda - Yuito Habuki - Haruki Yamashita                    | 1:12:12.8 | Kazakhstan- Konstantin Bortsov - Nail Bashmakov - Olzhas Klimin - Vladislav Kovalyov | 1:12:54.7 |
| Sprint classique  | Wang Qiang (CHN)                                                     | 2:56.19   | Konstantin Bortsov (KAZ)                                                                    | 2:58.28   | Saimuhaer Sailike (CHN)                                                              | 2:58.51   |
| Femmes            |                                                                      |           |                                                                                             |           |                                                                                      |           |
| 5 km libre        | Bayani Jialin (CHN)                                                  | 12:07.5   | Dinigeer Yilamujiang (CHN)                                                                  | 12:11.1   | Chi Chunxue (CHN)                                                                    | 12:17.5   |
| Relais 4 × 5 km   | Chine- Li Lei - Chi Chunxue - Chen Lingshuang - Dinigeer Yilamujiang | 53:59.3   | Kazakhstan- Xeniya Shalygina - Kamila Yelgazinova - Angelina Shuryga - Nadezhda Stepashkina | 55:24.5   | Japon- Mayu Yamamoto - Chika Kobayashi - Yuka Yamazaki - Karen Hatakeyama            | 56:38.1   |
| Sprint classique  | Li Lei (CHN)                                                         | 3:25.25   | Meng Honglian (CHN)                                                                         | 3:25.91   | Dinigeer Yilamujiang (CHN)                                                           | 3:28.56   |

### Surf des neiges
| Épreuves   | Or                  | Or     | Argent                   | Argent | Bronze                | Bronze |
| Hommes     | Hommes              | Hommes | Hommes                   | Hommes | Hommes                | Hommes |
| ---------- | ------------------- | ------ | ------------------------ | ------ | --------------------- | ------ |
| Big air    | Yang Wenlong (CHN)  | 193.25 | Jiang Xinjie (CHN)       | 160.25 | Kang Dong-hun (KOR)   | 158.75 |
| Halfpipe   | Kim Geon-hui (KOR)  | 78.00  | Koyata Kikuchihara (JPN) | 75.00  | Lee Ji-o (KOR)        | 69.75  |
| Slopestyle | Chaeun Lee (KOR)    | 90.00  | Liu Haoyu (CHN)          | 76.00  | Kang Dong-hun (KOR)   | 74.00  |
| Femmes     |                     |        |                          |        |                       |        |
| Big air    | Xiong Shirui (CHN)  | 164.00 | Zhang Xiaonan (CHN)      | 156.75 | Suzuka Ishimoto (JPN) | 134.50 |
| Halfpipe   | Sara Shimizu (JPN)  | 98.00  | Sena Tomita (JPN)        | 93.75  | Wu Shaotong (CHN)     | 86.50  |
| Slopestyle | Zhang Xiaonan (CHN) | 95.25  | Xiong Shirui (CHN)       | 75.25  | Himari Ishii (JPN)    | 69.50  |

## Tableau des médailles
La Chine, pays hôte, domine le tableau des médailles avec la moitié des titres et 85 médailles à elle seule (soit 44 % de toutes les médailles décernées).
Le Taipei chinois remporte sa première médaille aux Jeux asiatiques d'hiver (une médaille de bronze en patinage de vitesse), tout comme La Thaïlande (médaille de bronze en ski acrobatique) et les Philippines (médaille d'or en curling).
- Pays organisateur

| Rang  | Nation         | Or | Argent | Bronze | Total |
| ----- | -------------- | -- | ------ | ------ | ----- |
| 1     | Chine          | 32 | 27     | 26     | 85    |
| 2     | Corée du Sud   | 16 | 15     | 14     | 45    |
| 3     | Japon          | 10 | 12     | 15     | 37    |
| 4     | Kazakhstan     | 4  | 9      | 7      | 20    |
| 5     | Philippines    | 1  | 0      | 0      | 1     |
| 5     | Ouzbékistan    | 1  | 0      | 0      | 1     |
| 7     | Corée du Nord  | 0  | 1      | 0      | 1     |
| 8     | Taipei chinois | 0  | 0      | 1      | 1     |
| 8     | Thaïlande      | 0  | 0      | 1      | 1     |
| Total | Total          | 64 | 64     | 64     | 192   |